# Generali Ladies Linz 2014
Il Generali Ladies Linz 2014 è stato un torneo di tennis giocato sul cemento indoor. È stata la 28ª edizione del Generali Ladies Linz, che fa parte della categoria WTA International nell'ambito del WTA Tour 2014. Si è giocato a Linz, in Austria, dal 6 al 12 ottobre 2014.

## Partecipanti

### Teste di serie
| Nazionalità | Giocatore                  | Ranking* | Testa di serie |
| ----------- | -------------------------- | -------- | -------------- |
| Canada      | Eugenie Bouchard           | 7        | 1              |
| Serbia      | Ana Ivanović               | 9        | 2              |
| Slovacchia  | Dominika Cibulková         | 13       | 3              |
| Germania    | Andrea Petković            | 17       | 4              |
| Germania    | Sabine Lisicki             | 25       | 5              |
| Rep. Ceca   | Barbora Záhlavová-Strýcová | 28       | 6              |
| Rep. Ceca   | Karolína Plíšková          | 29       | 7              |
| Francia     | Caroline Garcia            | 36       | 8              |

* Ranking al 29 settembre 2014

### Altre partecipanti
Giocatrici che hanno ricevuto una Wild card:
- Sabine Lisicki
- Patricia Mayr-Achleitner
- Lisa-Maria Moser

Giocatrici passate dalle qualificazioni:

- Madison Brengle
- Anna-Lena Friedsam
- Ons Jabeur
- Kateřina Siniaková

Giocatrice entrata come lucky loser:
- Kiki Bertens

## Campionesse

### Singolare
Karolína Plíšková ha sconfitto in finale  Camila Giorgi per 6(4)–7, 6-3, 7–6(4).
- È il terzo titolo in carriera per la Plíšková, il secondo del 2014.

### Doppio
Raluca Olaru /  Anna Tatišvili hanno sconfitto in finale  Annika Beck /  Caroline Garcia per 6–2, 6–1.